# Andreas Bernard (Eishockeyspieler)
Andreas Bernard (* 9. Juni 1990 in Bozen) ist ein italienischer Eishockeytorwart, der seit Juni 2025 beim HC Meran aus der Alps Hockey League unter Vertrag steht. Sein Bruder Anton Bernard ist ebenfalls Eishockeyspieler.

## Karriere
Andreas Bernard begann seine Karriere als Eishockeyspieler beim HC Neumarkt, für dessen erste Mannschaft er von 2006 bis 2008 in der Serie A2 aktiv war. Anschließend erhielt der Torwart zur Saison 2008/09 einen Vertrag beim HC Bozen aus seiner Heimatstadt, für dessen Profimannschaft er in vier Spielen in der Serie A1 zwischen den Pfosten stand. Zudem lief er im weiteren Verlauf der Spielzeit in fünf Spielen für den SV Kaltern Eishockey in der Serie A2 auf. Im Sommer 2009 wechselte der Italiener in die Nachwuchsabteilung des finnischen Erstligisten SaiPa Lappeenranta, für dessen Profiteam er in der Saison 2010/11 parallel zum Spielbetrieb mit den A-Junioren in vier Partien in der Liiga auflief. Dabei konnte er mit einem Gegentorschnitt von 2,51 Toren pro Spiel und einer Fangquote von 92,5 Prozent überzeugen. In der Saison 2011/12 spielte er als zweiter Torwart hinter dem erfahrenen Finnen Jere Myllyniemi in der SM-liiga für SaiPa, wurde aber auch für ein Spiel an Rovaniemen Kiekko aus der drittklassigen Suomi-sarja ausgeliehen. Die Spielzeit 2012/13 verbrachte er bei Mikkelin Jukurit in der zweitklassigen Mestis, die er mit dem Klub aus Südsavo gewinnen konnte. Er selbst wurde mit der besten Fangquote und dem geringsten Gegentorschnitt der Mestis auch zu deren besten Torhüter und in das First-All-Star-Team gewählt. Nachdem der Aufstieg in die Liiga jedoch durch eine 1:4-Serie gegen den dortigen Tabellenletzten Tampereen Ilves verpasst wurde, kehrte Bernard zu SaiPo zurück. Er war dort aber auch weiterhin nur Ersatztorhüter, nunmehr hinter Oldie Jussi Markkanen. So spielte er auf Leihbasis auch einzelne Spiele für die Mestis-Klubs Savonlinnan Pallokerho, KooKoo und Heinolan Peliitat. 2015 wechselte er innerhalb der Liiga zu Porin Ässät, wo er bis 2019 als Stammtorhüter agierte und statistisch zu den besten Torhütern der Liga zählte  Im Februar 2019 verließ er den finnischen Klub und wurde von den Adler Mannheim als dritter Torhüter verpflichtet. Er kam jedoch bis Saisonende zu keinem Einsatz für den Klub. Anschließend war er ohne Anstellung und erhielt erst im Januar 2020 einen Vertrag bei MAC Budapest aus der slowakischen Extraliga. Nach Ablauf dieses Kontraktes war er erneut vereinslos. Im Dezember 2020 wurde er vom HC Bozen für zwei Monate verpflichtet und spielte anschließend beim Väsby IK, mit dem er aus der HockeyAllsvenskan in die dritte Spielklasse abstieg. Für die Saison 2020/21 wurde Bernard vom EC VSV aus der ICE Hockey League verpflichtet und im Februar 2022 wieder entlassen. Anschließend stand er abermals beim HC Bozen unter Vertrag. Im Mai 2023 verpflichtete der HC Pustertal den Torhüter für die folgende Spielzeit.
Nach einer weiteren Saison in Bruneck wechselte der Torwart zur Saison 2025/26 zum HC Meran in die Alps Hockey League.

### International
Für Italien nahm Bernard an den U18-Junioren-Weltmeisterschaften der Division I 2007 und 2008, der U20-Junioren-Weltmeisterschaft der Division II 2008 sowie den U20-Junioren-Weltmeisterschaften der Division I 2009 und 2010 teil. Bei den U20-Weltmeisterschaften 2009, als er nach dem Österreicher Marco Wieder die zweitbeste Fangquote und den zweitbesten Gegentorschnitt erreichte,  und 2010 wurde er jeweils zum besten Torwart der Gruppe B gewählt.
Bei der Weltmeisterschaft 2012 in der Top-Division gehörte er erstmals dem Kader der italienischen Herren-Nationalmannschaft an, kam jedoch nicht zum Einsatz. Tatsächlich zum Einsatz kam er dann bei den Weltmeisterschaften der Division I 2013, 2015, als er zum besten Spieler seiner Mannschaft gewählt wurde, 2016 und 2018 sowie der Top-Division 2014 und 2017. Zudem vertrat er seine Farben bei der Qualifikation für die Olympischen Winterspiele in Pyeongchang 2018.

## Erfolge und Auszeichnungen
- 2008 Aufstieg in die Division I bei der U20-Junioren-Weltmeisterschaft der Division II, Gruppe A
- 2009 Italienischer Meister und Pokalsieger mit dem HC Bozen
- 2009 Bester Torwart bei der U20-Junioren-Weltmeisterschaft der Division I, Gruppe B
- 2010 Bester Torwart bei der U20-Junioren-Weltmeisterschaft der Division I, Gruppe B
- 2013 Meister der Mestis mit Mikkelin Jukurit
- 2013 Bester Torwart, Mitglied des First-All-Star-Teams, beste Fangquote und geringster Gegentorschnitt der Mestis
- 2013 Aufstieg in die Top-Division bei der Weltmeisterschaft der Division I, Gruppe A
- 2016 Aufstieg in die Top-Division bei der Weltmeisterschaft der Division I, Gruppe A
- 2018 Aufstieg in die Top-Division bei der Weltmeisterschaft der Division I, Gruppe A